# Georgina Schwiening
Georgina Schwiening es una deportista británica que compite en duatlón. Ganó una medalla de bronce en el Campeonato Mundial de Duatlón de 2018.

## Palmarés internacional
| Campeonato Mundial | Campeonato Mundial  | Campeonato Mundial | Campeonato Mundial |
| Año                | Lugar               | Medalla            | Prueba             |
| ------------------ | ------------------- | ------------------ | ------------------ |
| 2018               | Fionia ( Dinamarca) | Medalla de bronce  | Individual         |